# Купалишта Сокобање и околине
Купалишта Сокобање и околине представљају природна и уређена места за купање дуж реке Сокобањска Моравица (познатија као Моравица) и на Бованском језеру, у близини Сокобање. Сокобања једне од најпознатијих бањских дестинација Србије. Налази у источном делу Србије, на 400  —  500 m надморске висине, у котлини између планина Озрена, Девице, Буковика и Ртња. Река Моравица протиче кроз саму бању и представља природну окосницу већине купалишта у овом региону. Бованско језеро, вештачка акумулација на Моравици, смештено је око 18 километара низводно од Сокобање и представља додатно водено тело које употпуњује туристичку понуду. Цео крај обухвата разноврсне природне амбијенте, од планинских шума до речних кањона, што доприноси атрактивности купалишта у Сокобањи и околини. Купалишта као што су Жупан, Теснац, Шест каца и Џентлмен, као и плаже на Бованском језеру, позната су по чистој планинској води, разноврсним природним амбијентима и туристичким садржајима који сваке године привлаче посетиоце. Прва организована купалишта у Сокобањи уређена су још крајем 19. века, када је бања почела да се развија као туристичко лечилиште, а традиција одржавања и коришћења ових природних купалишта наставља се до данас. Њихов значај огледа се у туристичкој понуди Сокобање и у очувању природних вредности овог дела источне Србије.

## Каректеристике купалишта на Моравици

### Географске карактеристике предела
Река Сокобањска Моравица дугачка је око 58 километра и протиче долином оивичену планинама. Сокобања се налази у јужном делу котлине и окружена је масивима Озрена (1174 m), Девице (1187 m), Ртња (1156 m) и Буковика (897 m). На овој географској ширини клима је умерено континентална, са просечном зимском температуром око 1 °C и летњом преко 22 °C. Сокобањска котлина је тектонска удолина дужине око 29 km и ширине 16 km што доприноси великој разноликости земљишта и облика терена у окружењу. Река извире код села Врело на падинама планине Девице, где је извор у облику више груписаних мањих извора који формирају мало језерце. До ушћа у Јужну Мораву, Моравица и даље носи кристално чисту воду, познату по изобиљу речне фауне. Река формира издужено акумулационо језеро код села Бован, западно од Сокобање али се у купалишта налазе у ужем појасу дуж самог тока и на језеру,.

### Геолошка и геоморфолошка структура
Котлина Сокобање испуњена је са преко 1500 m слоја седимената креде и плиоценa. Подеслој су метаморфне и магматске стене веће старости, чији су остаци пронађени у подножју околних планина. У геолошком смислу, Сокобањска Моравица се налази на контакту две значајне тектонске целине: система Карпатобалканиди на истоку и Српско-македонске масе на западу. Подручје сливa Моравице обележава распрострањеност кречњачких стена са изразитим пукотинама и расцепима, као и високим степеном порозности, што погодује развоју карактеристичних крашких облика рељефа и појави термалних и лековитих извора. У подручју Сокобање река је током времена издубила камени кањон који се простире у непосредној близини, северно од града. У југоисточном приступу Сокобањи, само 2 километра од центра, налази се кањон Моравице на чијим литицама почивају рушевине средњовековне тврђаве Соко град. Ова геоморфолошка структурална целина (кањонско сужање) данас је заштићено природно добро од изузетног значаја. У околини се налазе и други обрасци ерозије, спорадични водопади и брзаци (на пример на потезу између Сокобање и Рипаљке) који додатно илуструју планински карактер бујичне Моравице.

### Хидрологија Сокобањске Моравице
Река Сокобањска Моравица је једина већа десна притока Јужне Мораве (поред Нишаве), у овом крају. Она је типична планинска река са великим падом, брзим током у горњем делу и неколико притока (Градашница и Врмџанска река. Просечан годишњи проток (специфични проток) код извора износи око 6 — 7 l/s/km², што је слично протоку великих планинских река у Србији. У време топљења снега и обилних киша Моравица се излива из корита, али инфраструктурни објекти (мостови, обалне ограде) данас најчешће могу да издрже бујичне воде. Квалитет воде Моравице је генерално веома добар. Вода је хладна и чиста, богата раствореним кисеоником и минералима са оближњих карстних извора. Раније је била позната по великој популацији ракова, који су се авионима извозили у Париз и Лондон. У подручију извора и дуж тока налазе се лековити извори чија вода има повољно дејство на разне болести: дисајних органа, неуралгије, реуматизам и друге. Ради се о шест термалних минералних извора са радиоктивним својствима, датираних још из 15. века, које данас користе посетиоци ради рехабилитације и лечења хроничних болести. У току лета температура воде Моравице расте, али чак и тад остаје пријатно свежа и погодна за пливање.

## Купалишта на Моравици
Дуж самог корита Моравице распоређено је неколико уређених, популарних купалишта. Најзначајнија и најпознатија су: Жупан, Шест каца, Џентлмен и нешто даља Лептерија. У продужетку речног корита, непосредно после купалишта Жупан налазе се два мања купалишта, Теснац и нешто даље (после Шест каца), Три каце, повезана каналима са претходним и теже су приступачни обалом. Ови терени се често називају градским или „бањским плажама“, јер су уређени и приступачни широј публици. Даље узводно, испод зидина Соко града, налази се мало и мање познато купалиште Стари брест.
- Жупан[I] је прво и најпосећеније купалиште на Моравици.[18] Смештено је у близини центра Сокобање, на обали парка Бањица. Река је ту благо сведеног тока и познато по кристално чистој води као и плитком кориту у близини обале, тако да је погодна за децу и непливаче. Око Жупана налазе се хотели, ресторани и зелене површине (као што је парк Бањица[19]), што омогућава комфорно купање и одмор. На свим местима где је обала стрмија постављене су бетонске степенице да би се олaкшало спуштање до воде. На појединим стенама поред Жупана храбрији посетиоци скачу у воду са веће висине.
- Теснац[3] је купалиште које се налази узводно и у непосредној близини купалишта Жупан. Добило је добило име по месту где је ток Моравице најужи. То природно сужење образује стрму стенску клисуру, па река добија облик дубљег канала погодног за скокове у воду. Корито реке је усечено у стене пешчара, што ствара природне дубоке базене погодне и за роњење. Захваљујући брзом току и базенима раздвојеним стенама, ово место је веома популарно међу младима и љубитељима авантуристичког купања.Поглед са купалишта Жупан ка купалишту Теснац на Моравици
- Шест каца[3] (у локалном изговору познато као Шест каце), је купалиште у кањону Моравице које је веома посећено.[20] Налази се узводно од купалишта Жупан и у продужетку Теснаца. Купалиште Шест каца је мање приступачно услед прилаза стрмим степеницама, па се углавном окупљају млађи. Назив потиче од шест природних вертикалних отвора у стенама кањона („каца”), формираних ерозијом речног тока, па су у тим шупљинама смештени дубоки базени хладне воде. Река је на том месту поново ужа, бујичног тока, због чега добија све карактеристике праве планинске реке (брз ток, обале од глатких стена). Обала је стеновита и стрма, али су у њој грубо уклесане степеници и платои (постављена је и ограда), који олакшавају силазак до воде и пружају место за одмор. Шест каца је омиљено купалиште за оне који воле да скачу у воду са стена јер дубина одговара безбедном скоку са неколико метара висине. Вода овде остаје хладнија током дана, али како стене „каца” добро упију сунчеву топлоту, тако су пливање и сунчање пријатни. Цела плажа је камена, са пљоснатим блоковима погодни за седење и лежање.
- Три каце[3] је природно формирано купалиште у облику три узастопна базена издубљена у стенама пешчара. Вода ту формира мале каскаде и вирове различите дубине, погодне за пливање и роњење, при чему је околина богата бујним зеленилом. Налази се на стотинак метара даље узводно од Шест каца.
- Џентлмен[3] је својевремено било најмирније и најскровитије купалиште на Моравици. Током врхунца туристичке сезоне овде борави већи број посетиоца, али је и даље тихо и мирно купалиште. Налази се на око 500 метара узводно од купалишта Жупан, стотинак метара удаљено од Три каце. У великој мери је издвојено од других купалишта и заклоњено густим шумарком, због чега је идеално за оне који траже дискретност и одмор без буке. Вода је бистра и мирна, идеална за лагано пливање, брчкање, уживање у освежавајуће хладној води и сунчање. Око самог купалишта стене и кречњачке формације доприносе природној хармонији и чине предео визуелно привлачним, са могућностима за скокове у воду баш као на суседним плажама.Купалиште Шест каца на Моравици
- Лептерија[21] је атрактивно излетиште и купалиште удаљено 1,5 km асфалтним путем узводно од Жупана.[II] Смештено је у сенци старих стабала, са уређеним травнатим платоима, дрвеним клупама, рестораном и дрвеним мостом преко реке. Каменити праг у кориту реке формира широк, плитак басен са лаганим током, идеалан за породична купања и вишедневне пикнике. Лептерија је предео изузетних одлика и заштићено је природно подручје друге категорије заштите (заштићено подручје регионалног, великог значаја).[23]
- Стари брест[3] је мало купалиште испод зидина Соко града[24] удаљено око 500 m од Лептерије. До купалишта се стиже бајковитом шумском пешачком стазом, поред обале реке, правцем од Лептерије ка Соко граду. На рачвању стазе ка  успону за Соко град, наставља се стазом поред обале која води до табле са називом купалишта што означава да сте се стигли на одредиште. Ово скривено место у кањону испод рушевина средњевековног утврђења Соко град, је са чистом, благо хладнијом водом у природном речном виру са равним делом обале. Прилаз шумском стазом и обала обрасла биљем  ствара интиман амбијент, погодан за уживање у тихој атмосфери жубора реке и хладу бујног растиња.
- Поред означених и делимично уређених купалишта на Сокобањској Моравици, постоје и неуређена, мање позната природна купалишта. Тако се узводно, на око 100 метара од купалишта Стари брест, налази шљунковити спруд уз мали вир са изузетно бистром водом, док се са супротне стране уздиже стрм, окомит зид кањона. Прилаз овом необележеном купалишту је отежан због велике стене на самом рубу купалишта Стари брест, која пресеца стазу поред обале. Двадесетак метара даље налази се још једна слична стена, па се до овог скровитог места може стићи једино преласком преко обе. На том месту се завршава и пешачка стаза дуж леве обале Моравице, након чега кањон постаје непроходан за даље пешачење.

## Туристички значај и заштита купалишта на Моравици
Купалишта на Моравици представљају важан део туристичке понуде Сокобање. Захваљујући чистој води и природном окружењу, привлаче и младе и старије посетиоце. Породице долазе ради сигурног купања деце, док се посетиоцима који теже узбуђењу и поседују авантуристички дух, пружа могућност да доживе налет адреналина скоковима у бистру воду са оближњих стрмих стена, што представља један од најузбудљивијих начина упознавања овог природног амбијента. Око купалишта је развијена и домаћа инфраструктура: постоје клупе за одмор, паркићи са дечијом реквизитом и риболовне стазе. Бројни кафићи и ресторани дуж реке омогућавају излете и риболов уз ручак и уз пиће. Моравица је богата пастрмком, кленом и белом рибом, па је риболов честа активност у пролеће и лето. Значај купалишта потврђује и стална контрола квалитета воде. Како воде Моравице иначе испуњавају строге услове за купање,  локална самоуправа годишње врше испитивања (текућа праћења). Резултати су скоро увек у складу са нормама бањског купалишта, а нису забележени ни већи еколошки инциденти у последњој деценији. Купалишта на реци Моравици у Сокобањи представљају јединствену симбиозу природног окружења и људског уређења. Они не само да омогућавају освежавајуће пливање у кристалној планинској реци, већ су и важан дел туристичког програма Сокобање. Географске и геолошке карактеристике овог подручја (карстни слив, кањони и стрме стене) креирају спектакуларне облике којима су прилагођена купалишта. Захваљујући доброј управи и контролисаном развоју, вода Моравице на купалиштима остаје чиста, а садржаји попут: клупа, павиљона и паркова доприносе угодности и сигурности купача. Сокобања је увек била популарна дестинација за многе значајне личности из света књижевности, културе и политике. Међу њима су били књижевници: Иво Андрић, Бранислав Нушић, Меша Селимовић, Стеван Сремац, Исидора Секулић, као и митрополит Михаило и кнез Милош Обреновић. Многи  од њих оставиле су записе у којима са одушевљењем описују благотворни утицај сокобањске климе, лековитих извора и купалишта, истичући боравак у овом бањском месту као извор физичког и душевног препорода. Тако је Исидора Секулић приликом свог боравка у Сокобањи 1914. године написала:
| „ | Негде крај извора, под планином, срце више не потеже да пумпа и ради; оно се одмара, а груди, препуне чистог ваздуха, дижу и спуштају срце као на опругама. Срце у Сокобањи не туче, не лупа, него се љуљушка. | ” |

Многобројни туристи и данас не престају да долазе у Сокобању, привучени пријатном климом, купалиштима, лековитим изворима и мирним амбијентом, препознајући је као идеално место за одмор, опоравак и инспирацију, далеко од градске ужурбаности и буке.

## Каректеристике купалишта на Бованском језеру
Бованско језеро, настало је 1978. године преграђивањем реке Сокобањске Моравице, приближно на половини њеног тока, ради водоснабдевања и регулације бујица. Од осамдесетих година 20. века један је од најзначајнијих туристичких и рекреативних ресурса источне Србије. Источни крај језера налази се на 9 km од центра Сокобање (узводно, ближи Сокобањи), док је западни део језера на око 15 km од Алексинца (низводно, код бране и села Бован), што га чини идеалним за једнодневне и викенд излете. Ово вештачко језеро уз помоћ постројења за пречишћавање воде обезбеђује питку воду за град Алексинац а назив језера потиче од оближњег села Бован. Језеро је дугачко 8 км, највеће ширине око 0,5 km и покрива око 500 ha водене површине. Низводно од села Трубаревац језеро улази у Бованску клисуру где дубина језера расте на око 50 m код бране, (при високом водостају и до 80 m), док је на свом источном краку, ближем Сокобањи, просечна дубина око 2 m.

### Географско-еколошке карактеристике
Смештено у живописној котлини окруженој Озреном и Буковиком, Бованско језеро је део природног коридора Моравичке долине и важно станиште за бројне водене и приобалне врсте. Обале језера прекривају трске, врбова и тополове шуме које чине станиште за водене птице као што су Ћубасти гњурац, Велика бела чапља и Сива чапља, као и многе врсте патака. Ово је једно од највећих станишта гњураца у сливу Јужне Мораве, што Бованско језеро чини атрактивним и за орнитологе. Поред птица, приобаље језера је станиште за разноврсне водоземце и гмизавце (на пример: зелене жабе и барске корњаче), а у води обитавају рибље врсте као што су смуђ, штука, клен, бабушка и сом. Вегетација приобаља укључује и лековите биљке попут раставића и смиља, које доприносе биодиверзитету овог водног система.

## Купалишта на на Бованском језеру
Током лета, Бованско језеро привлачи бројне посетиоце жељне освежења. Иако нема класично уређених плажа као на морској обали, постоје приступачни делови обале који се користе за купање и сунчање. Ова купалишта су мања, често каменито-шљунковите али вода је чиста и пријатна, што га чини идеалним местом за пливање у природном окружењу. Главна купалишта на Бованском језеру су: Бован, Трећа плажа и Плажа Трубаревац, а поред њих постоје и бројне мање уређене или дивље локације које привлаче посетиоце.
- Бованско купалиште,[30] често називана и Главна плажа (или плажа код села Бован), најпознатије је и најпосећеније купалиште на Бованском језеру. Налази се на југоисточној обали језера, у непосредној близини села Бован, по којем је и добила име. Позиционирана је уз регионални пут који повезује Алексинац и Сокобању, што омогућава лак приступ и довољан простор за паркирање. Удаљено је приближно 15 километара од Сокобање и 14 километара од Алексинца. Купалиште је делимично уређена, са ситним шљунком и песком, што га чини пријатном за боравак и погодним за купање, посебно за породице са децом због постепеног уласка у воду.[31] У непосредној близини купалишта налазе се: угоститељски објекти (ресторани, кафићи) који нуде освежење и храну, као и могућност изнајмљивања педалина и чамаца.[31]
- У продужетку купалишта Бован (дуж обале и пута за Сокобању), на око 400 m удаљености, налази се део купалишта који се назива Друга плажа (где постоји и ресторан под том именом), или плажа Црвена земља,[32] која је пространија и мање уређена од Главне плаже али и даље погодна за купање и сунчање.Купалиште Трубаревац на Бованском језеру
- Трећа плажа је мање уређена, али све популарнија локација, посебно међу онима који траже мирнији амбијент. Налази се на јужној обали језера, око 1 километар удаљено од купалишта Бован према Сокобањи. Приступ овој плажи може захтевати вожњу мање уређеним путем или краћу пешачку деоницу, због чега је мање изложена масовном туризму. Плажа је природног типа, без комерцијалних садржаја, што доприноси њеном дивљем и нетакнутом изгледу. Прекривена је шљунком и земљом, а околина је богата зеленилом и дрвећем које пружа природну хладовину. Погодно је за камповање и опуштање у природи. У скорије време је најављено уређење ове плаже, укључујући и постављање понтона.
- Трубаревац[33] је још једно значајно купалиште на Бованском језеру на територији општине Сокобања. Смештена је на источној обали језера, у близини села Трубаревац, по којем је и добила име. Село Трубаревац се налази око 8 км од Сокобање и директно излази на обалу језера. Приступ плажи је могућ локалним путевима који се одвајају од главног пута Сокобања-Алексинац. Ова плажа је традиционално била мање уређена, али је у последњим годинама доживела је значајна побољшања што је подразумевало проширење и сређивање обале.[34] Купалиште Трубаревац привлачи како локално становништво, тако и туристе који траже мирније место за купање и сунчање, а посебно је популарна међу риболовцима због близине ушћа реке Моравице.
- Недавно је поред насeљa Пецарошки камп уређено ново купалиште. Налази се на обали ближе Сокобањи, директно преко пута купалишта Трубаревац, на удаљености од око 9,5 km од Сокобање путем ка Алексинцу. На овој локацији планирано је постављање дрвених столова, клупа, сунцобрана и понтона за пристајање бродића на електрични погон, све у оквиру пројекта „Магија источне Србије“.[35] Након завршетка радова, очекује се да постане значајна допуна купалишној понуди Бованског језера. У плану су организоване туре бродићима, спортски и рекреативни садржаји попут одбојке на песку и камповања уз обалу, уз могућност да се прими и до неколико хиљада посетилаца дневно у летњој сезони.

## Туристички значај и заштита купалишта на Бованском језеру
Бованско језеро је примарно изграђено ради водоснабдевања општине Алексинац и заштите од бујичних поплава, али је током последњих деценија добило и истакнуту туристичку функцију, нарочито у домену активног одмора и купалишног туризма. Равнотежа између растућег туристичког притиска и неопходности очувања екосистема језера представља кључни изазов за одрживи развој овог подручја. Према проценама туристичких организација, у шпицу сезоне, током јула и августа, подручје Бованског језера посети и до 20.000 људи. Посетиоцима је на располагању неколико уређених купалишта, а понуда је обогаћена разноврсним спортским и рекреативним садржајима. Организују се регате, као и такмичења у веслању и кајаку, док су одбојка на песку и летњи концерти постали редован део понуде. Посебан значај за туризам има и спортски риболов, који је на језеру актуелан током целе године. Богатство рибљег фонда, привлачи риболовце из целе Србије. У циљу очувања овог ресурса, рибочуварска служба врши контролу излова, а делови језера се периодично проглашавају мрестилиштем где је риболов забрањен како би се омогућила несметана репродукција рибе. У јесен се редовно организују и турнири у пецању смуђа и штуке, што додатно продужава туристичку сезону. Унапређење туристичке инфраструктуре један је од приоритета у плановима за даљи развој. Најављена су улагања у уређење плажа и постављање монтажних понтона, као и увођење електричних бродића за панорамско крстарење језером, што показује тежњу ка развоју савременог и еколошки прихватљивог туризма. Интензивно туристичко коришћење Бованског језера намеће потребу за константним праћењем квалитета воде и спровођењем мера заштите. Како се вода из језера користи за водоснабдевање Алексинца, очување њеног квалитета има двоструки значај. Континуирана истраживања која спроводи Завод за јавно здравље Ниш показују да вода у Бованском језеру задовољава критеријуме прописане за II класу квалитета, што је чини погодном за купање и рекреацију. Међутим, повремено се бележи пад квалитета услед антропогеног утицаја, што указује на осетљивост овог екосистема. Проблем управљања отпадом један је од главних изазова. У том смислу, апелује се на посетиоце да одржавају чистоћу приобаља, а планови заштите обухватају изградњу већег броја еколошких контејнера и постављање информативних табли. Поред туристичког, Бованско језеро има и неспоран еколошки значај. Оно је део ширег еколошког коридора који чине реке Моравица и Јужна Морава, и као такво представља важну станицу за миграцију и опстанак бројних врста птица мочварица. Бованско језеро представља вредан ресурс који успешно обједињује функцију водоснабдевања са функцијом туристичке дестинације. Његов значај као центра за активни одмор, спорт и рекреацију константно расте, праћен плановима за даље инфраструктурно унапређење. Међутим, одрживост овог развоја директно зависи од способности да се очува квалитет воде и целокупни биодиверзитет. Интегрисани приступ, који подразумева строго поштовање мера заштите, континуирани мониторинг, улагање у еколошку инфраструктуру и едукацију, неопходан је како би се обезбедило да Бованско језеро остане атрактивна и очувана дестинација за будуће генерације. Новоуређени простор купалишта код Пецарошког кампа представља важан корак у јачању туристичке понуде Бованског језера, нарочито за посетиоце Сокобање који желе пријатну и приступачну плажу са минимално урбаним утицајем. Његов значај огледа се не само у функционалним садржајима већ и у очувању природног амбијента и подстицању дужег боравка посетилаца. 

## Галерија
- Купалиште Жупан на Моравици
- Купалиште Теснац на Моравици
- Купалиште Шест каца на Моравици
- Купалиште Три каце на Моравици
- Купалиште Џентлмен на Моравици
- Купалиште Џентлмен на Моравици
- Купалиште Лептерија на Моравици
- Купалиште Стари брест на Моравици
- Неуређено купалиште на Моравици, узводно од купалишта Стари брест
- Купалиште Бован (Главна плажа) на Бованском језеру
- Купалиште Црвена земља (Друга плажа) на Бованском
- Купалиште Трећа плажа на Бованском језеру
- Купалиште Трубаревац на Бованском језеру
- Купалиште Пецарошки камп на Бованском језеру
- Мало неуређено купалиште на Бованском језеру код Сокобање